# Air Paris
"Un avion, un équipage et une compagnie à votre service" ou "mini-Charters, maxi-service"
Air Paris, (code IATA : IO, code OACI : TAD) ; anciennement Air Orly, était une compagnie aérienne régionale française de troisième niveau créée en 1967 et basée sur l'aéroport de Paris Orly, qui a fusionné avec la compagnie aérienne TAT (compagnie aérienne) en 1975.

## Histoire
La compagnie Air Paris, anciennement Air Orly (1958) fut créée en 1967.
Air Orly avait eu comme premier avion un Ryan Navion immatriculé F-BFVI (appartenant à Gilbert ROBIEZ). La société effectuait des visites de l'aéroport d'Orly en avion.
Il prenait les couleurs d'Air Paris dans les années 1960.
La société était rachetée en 1968 par un ingénieur de chez l'équipementier aéronautique Intertechnique (billetterie, enregistrement et l'accès à bord des passagers des avions, bateaux ou train), Edmond Marchegay, passionné d'aviation,.
À la création, la compagnie assurait des services de transport à la demande (charters), des lignes passagers et fret avec sa première ligne entre Paris/Orly-Sud et Calais puis de Paris vers Dijon avec le Ryan Navion et un Beechcraft 18.
Elle inaugurait le 11 mai 1970, la ligne Le Havre-Paris/Orly-Sud qui étaient ensuite prolongée vers Londres/Gatwick en juillet .
Elle mettait fin le 31 décembre 1970 à la ligne Dijon-Paris/Orly-Sud.
Elle intégrait également l'Association des transporteurs aériens régionaux (A.T.A.R.) composée de 13 compagnies dites de troisième niveau (Air Alpes, Air Centre, Air Champagne Ardenne, Air Limousin, Air Périgord, Air Vosges, Avia France (connu également sous "Taxi Avia France"), Europe Aero Service, Rousseau aviation, TAT, Corsair et Uni-Air), créée par Michel Ziegler,,.
Air Paris mettait en service deux DeHavilland DHC-6 Twin Otter dont le F-BRPC, le 23 août 1971, faisant d'Air Paris la première compagnie aérienne française à utiliser ce type d'appareil.
La compagnie lançait une étude économique relative à la liaison inter-Iles (îles d'Oléron, d'Yeu et Belle-Ile) en décembre 1972.
En 1973, Air Paris avait transporté 10 494 passagers réguliers.
En avril 1975, elle fusionnait avec la compagnie TAT (compagnie aérienne) basée sur l'aéroport de Tours.

## Le réseau
La compagnie desservait:
En 1967, Paris à Calais (08 mai).
En 1968, Paris à Dijon.
En 1970, les aéroports de Paris/Orly-Sud, Dijon, Le Havre et Londres/Gatwick.
En 1971, Paris, Le Mans, Le Havre, Londres et Rouen, Lyon-Bron (de Rouen) et ligne Paris-Royan-Arcachon.
En 1972, rajout de Caen vers Paris et Le Havre et Paris-Angoulème.
En 1973, Paris, Rouen, Le Havre, Londres, Les Sables d'Olonne, Royan et Angoulème.
En 1974, Paris vers Rouen, Le Havre, Les Sables d'Olonne, Royan et Angoulème, Londres vers Le Havres, Caen et Rouen.
En 1976, sous la marque TAT, elle desservait:
- Dinard - Jersey en Fokker 27[20].
- Nantes - Londres en Fokker 27[20].
- Poitiers - Londres.
- Genève -Clermont-Ferrand en Beech 99.
- Caen - Le Havre - Londres en Beech 99.
- Rouen - Londres en Beech 99.
- Saint-Brieuc - Jersey en Fokker 27.

## Flotte
La flotte de la compagnie était composée de:
- Ryan Navion A : F-BFVI[22],[6].

- De Havilland DH-114 Heron 1B : F-BRSK[7],[23], F-BGOJ[24] et G-AOZN[25] en location.

- Beechcraft 18 (en version C-45G Expeditor) : F-BLGH[7],

- De Havilland Canada DHC-6-200 Twin Otter: F-BRPC[7] et F-BTAU[26].

- Beechcraft 99 : F-BIEM[27].

- Cessna 402.
- Pilatus PC-6 Porter: HB-FEY en location.

À sa fusion avec TAT, la compagnie utilisait un Fokker 27 sur certaines lignes dont le F-BUFO et des Fokker 28 dont les F-BUTE et F-BUTI.

## Logothèque

Logo d'Air Paris en 1969
Logo d'Air Paris en 1973
Logo d'Air Paris avec slogan